# Maurice Utrillo
Ne doit pas être confondu avec Maurice Utrillo (rose).
Maurice Utrillo (/mɔ.ʁi.s‿y.tʁi.jo/) est un peintre français né le 26 décembre 1883 à Paris et mort le 5 novembre 1955 à Dax (Landes).
Artiste représentatif de l'École de Paris, il est le fils de la peintre Suzanne Valadon (1865-1938).

## Biographie

### Utrillo et Valadon

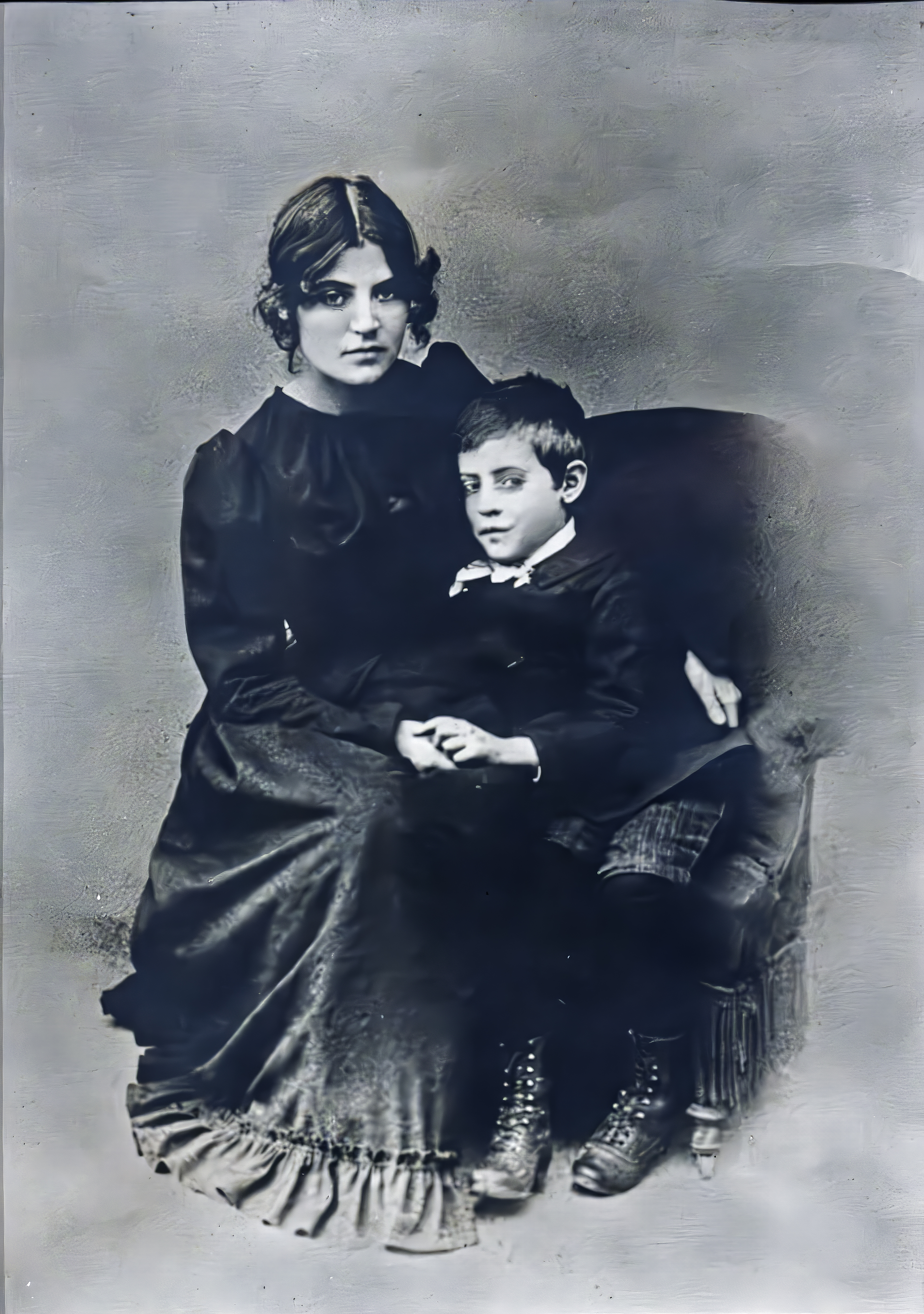
Maurice Utrillo et sa mère Suzanne Valadon, vers 1890.

Maurice Utrillo naît un lendemain de Noël sous le nom de Maurice Valadon, au no 8 rue du Poteau à Montmartre, dans le 18e arrondissement de Paris : il est un des rares peintres célèbres de Montmartre qui y soit né. Il est le fils de Suzanne Valadon, alors âgée de 18 ans, et d'un père inconnu. Ce n'est probablement pas le fils du peintre catalan Miquel Utrillo, un des amants de Suzanne Valadon, qui néanmoins le reconnaît en 1891, dans sa 8e année, et lui donne ainsi son nom,.
Suzanne Valadon complète alors ses revenus de couturière en posant pour Toulouse-Lautrec, Puvis de Chavannes, Auguste Renoir (qui l'appelait Maria), Vincent van Gogh et d'autres peintres montmartrois dont elle aurait été parfois la maîtresse. C'est en les observant qu'elle apprend à peindre et se lance dans ses premiers dessins (son fils était un de ses modèles préférés quand il acceptait de tenir la pose). On lui présente Edgar Degas qui accepte de lui enseigner  quelques techniques, l'encouragea à peindre et fut son premier acheteur.

### Enfance
L'enfance de Maurice Utrillo se déroule auprès de sa grand-mère, à qui sa mère l'a confié, villa Hochard à Pierrefitte-sur-Seine (actuelle Seine-Saint-Denis). Son adolescence est douloureuse. À partir de 1901, il fait plusieurs séjours à l'asile. Il sombre progressivement dans l'alcool, qui provoque chez lui de nombreux troubles (violence, démence). Ses études en sont affectées. Cependant, ses occupations thérapeutiques contribuent peut-être à révéler son génie. En tout cas, il reçoit les encouragements de sa mère lorsqu'elle pense découvrir en lui du talent.
Revenu à la ville de son enfance, il y croque ainsi Le Café Le Chat sans queue ou La Guinguette.

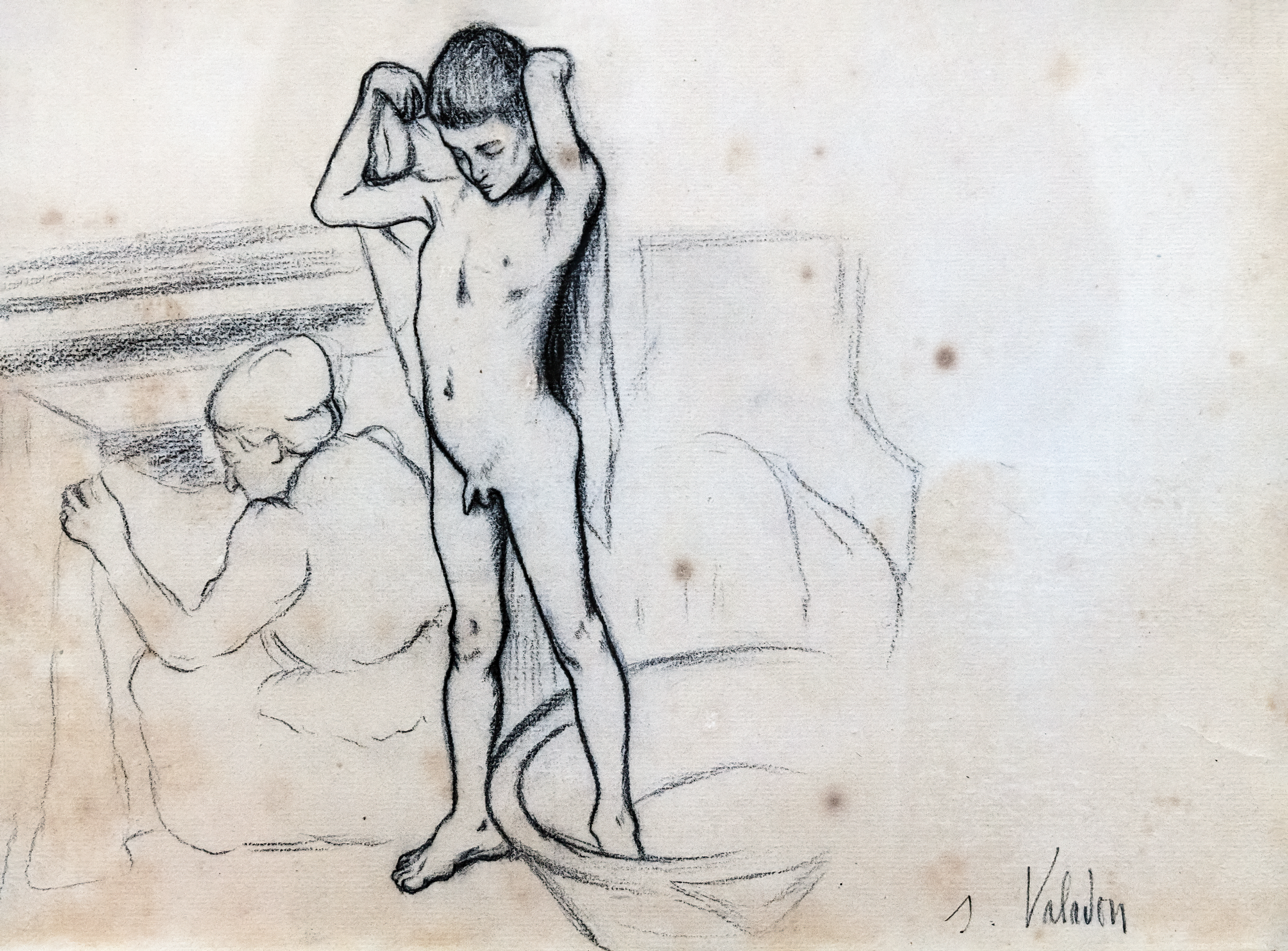
Suzanne Valadon, La Mère de Suzanne Valadon et son fils Maurice, vers 1890, collection Weisman et Michel.
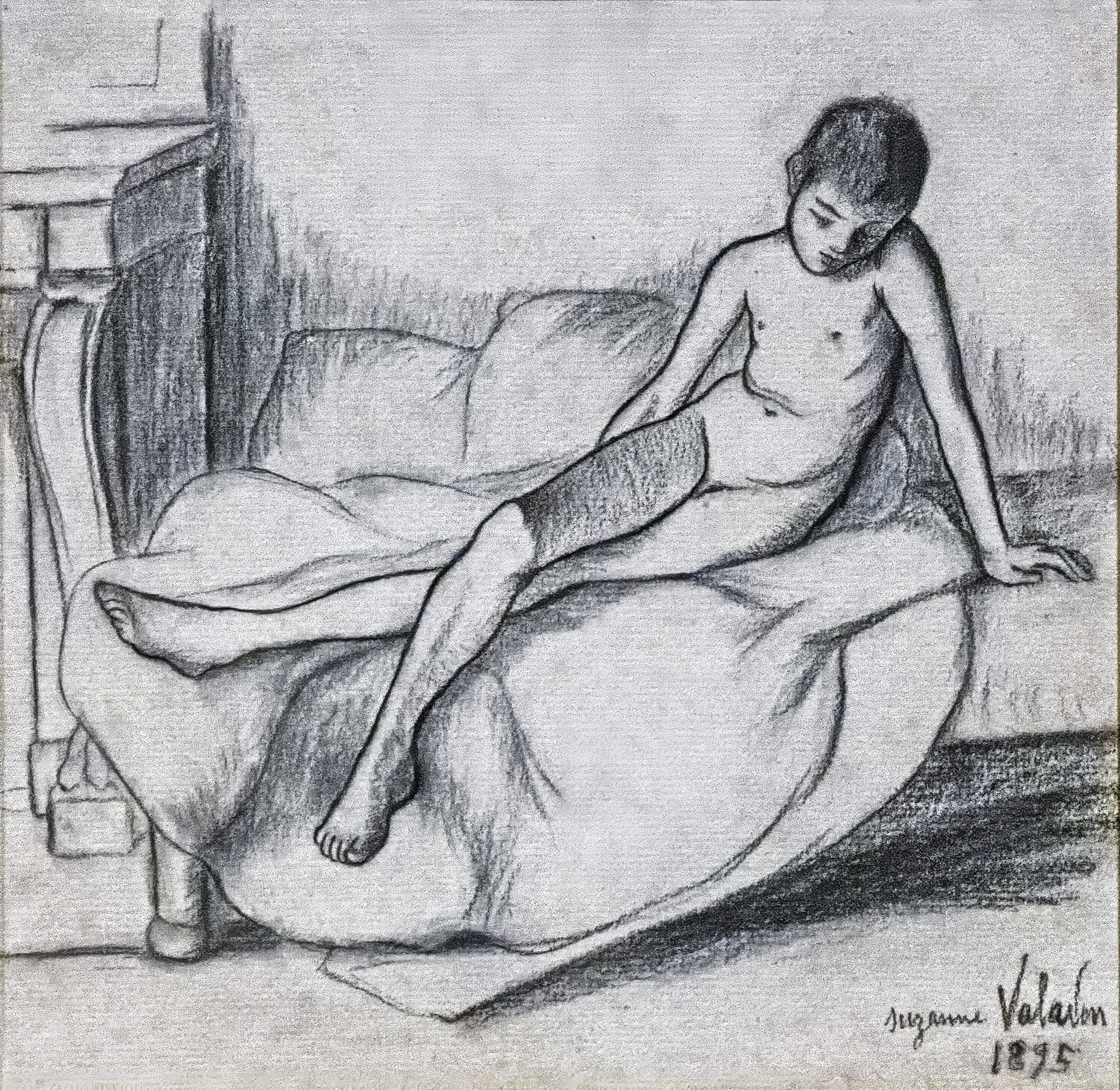
Suzanne Valadon Maurice Utrillo sur un divan (1895), crayon sur carton, collection privée.
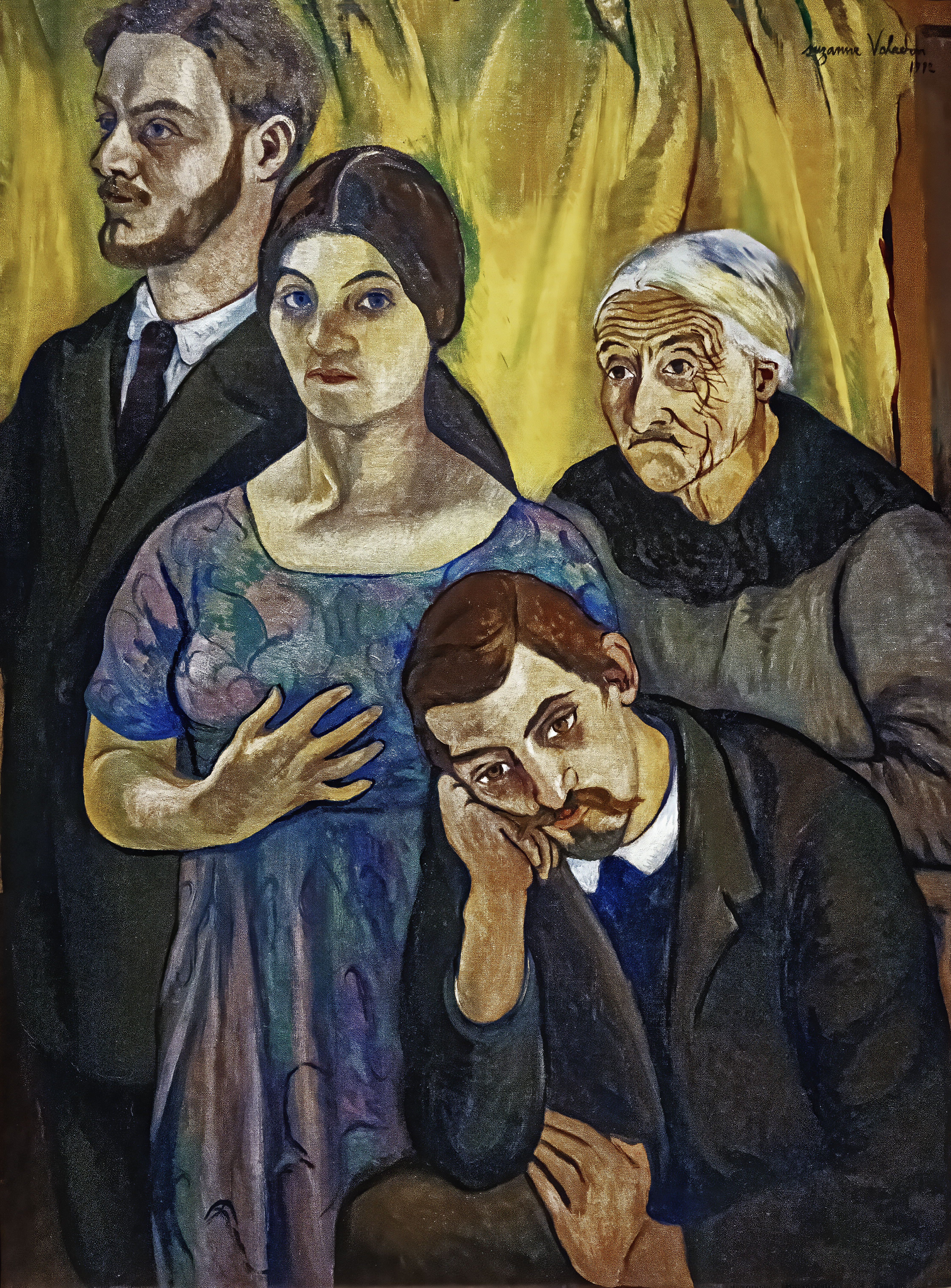
Suzanne Valadon, Portraits de famille, 1912, Paris, musée national d'Art moderne. De gauche à droite : André Utter, Suzanne Valadon, Maurice Utrillo, Madeleine Valadon.
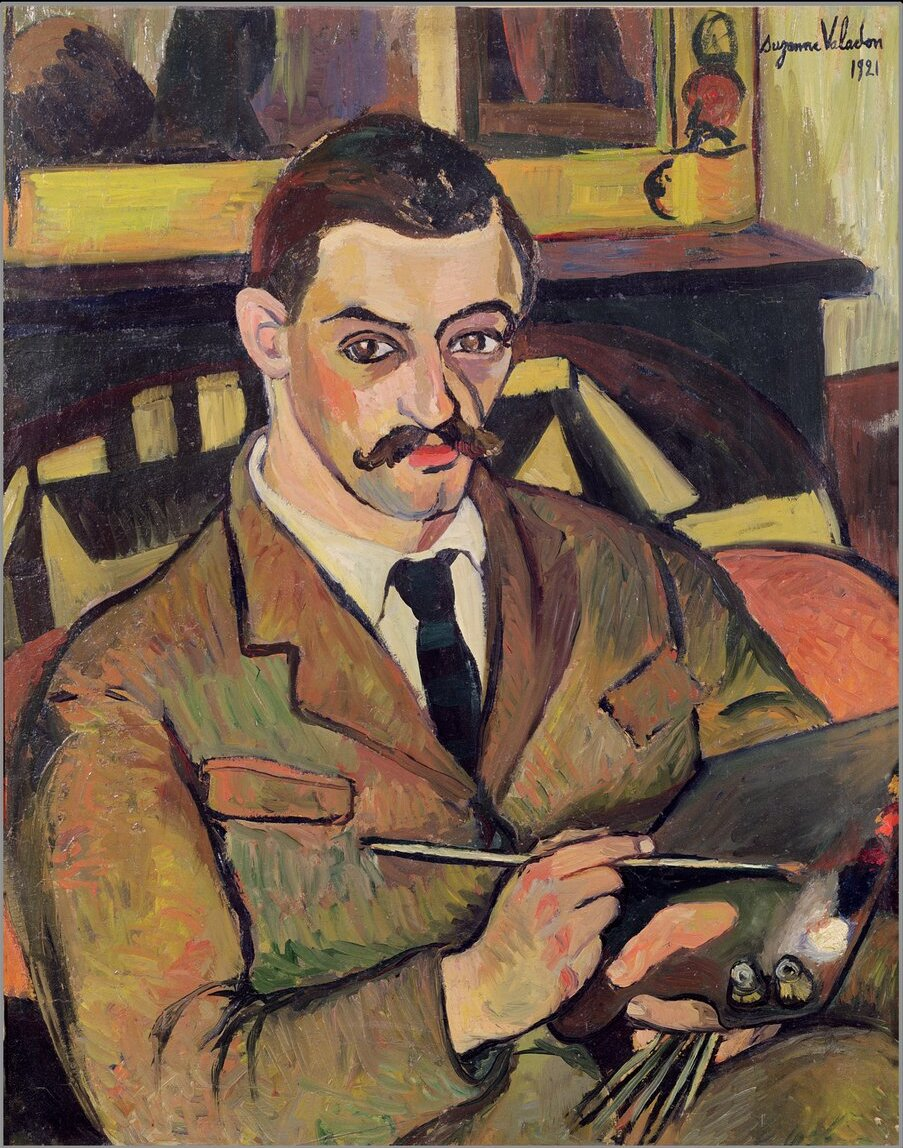
Suzanne Valadon, Portrait du peintre Maurice Utrillo, 1921, Paris, musée de Montmartre.

### Carrière
Maurice Utrillo rencontre le peintre Alphonse Quizet et commence à peindre régulièrement à partir de 1910, année où il peut se mettre à vivre de sa peinture. Il produit des centaines de toiles en plusieurs décennies et il est beaucoup plagié (il existe une multitude de faux et d'œuvres douteuses).
Dès les années 1920, il devient un peintre célèbre et le gouvernement français le décore de la croix de la Légion d'honneur en 1929. À partir de 1924 et pendant une vingtaine d'années, Maurice Utrillo passe une partie de l'année au château de Saint-Bernard (Ain) dont il est propriétaire.
Malgré l'opposition de sa mère, il épouse en 1935 Lucie Valore, avec laquelle il s'installe au Vésinet d'abord au no 27 route de la Plaine, puis en 1936 au no 18 route des Bouleaux (villa La Bonne Lucie) jusqu'en 1955, année de la mort du peintre. La mère de Maurice Utrillo joue un rôle dans la gestion des finances du couple et surveille son fils afin d'éviter sa rechute dans l'alcoolisme et le pousse à travailler. Elle meurt en 1938.
En 1944, il rencontre la peintre Georgette Dupouy. Un jour d'été 1945, son beau-frère lui présente un jeune peintre débutant, Charles Féola (oncle du peintre Roland Irolla), rencontré alors qu'il peignait place du Tertre à Paris. Il se sent alors l'âme d'un mentor et l'accueille chez lui au Vésinet pendant quelques mois, le temps pour Féola de mettre à profit les conseils techniques de Maurice Utrillo, devenu son ami, et de développer son propre style. Il gardera avec son élève des liens indéfectibles. Il assistera à ses expositions montmartroises et patronnera même quelques-unes de ses expositions à Londres, New York, Rio, Le Caire, Tel Aviv, Tokyo et en Scandinavie. Il est promu officier de la Légion d'honneur en 1950. 
Quelques semaines avant sa mort, il incarne son propre rôle dans une scène du film Si Paris nous était conté réalisé par Sacha Guitry, où on le voit peindre un tableau place du Tertre à Montmartre. 
Maurice Utrillo meurt le 5 novembre 1955 à l'hôtel Splendid de Dax où il est en cure avec sa femme. Il est enterré au cimetière Saint-Vincent de Montmartre à Paris, face Au Lapin Agile, près de La Maison Rose fondée par les artistes Germaine et Ramon Pichot qu'il immortalise en peinture.

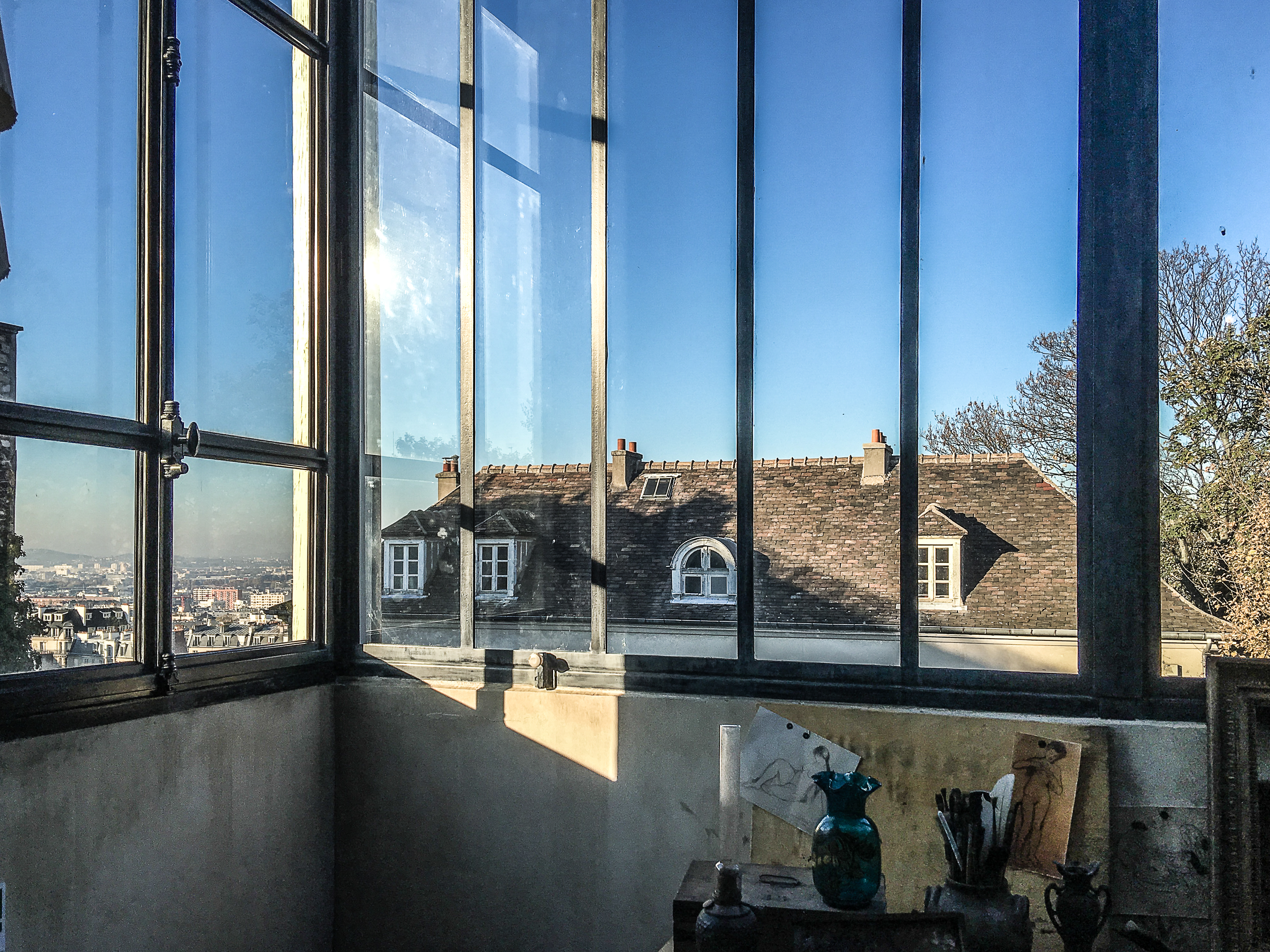
Atelier de Suzanne Valadon et de Maurice Utrillo, Paris, musée de Montmartre.
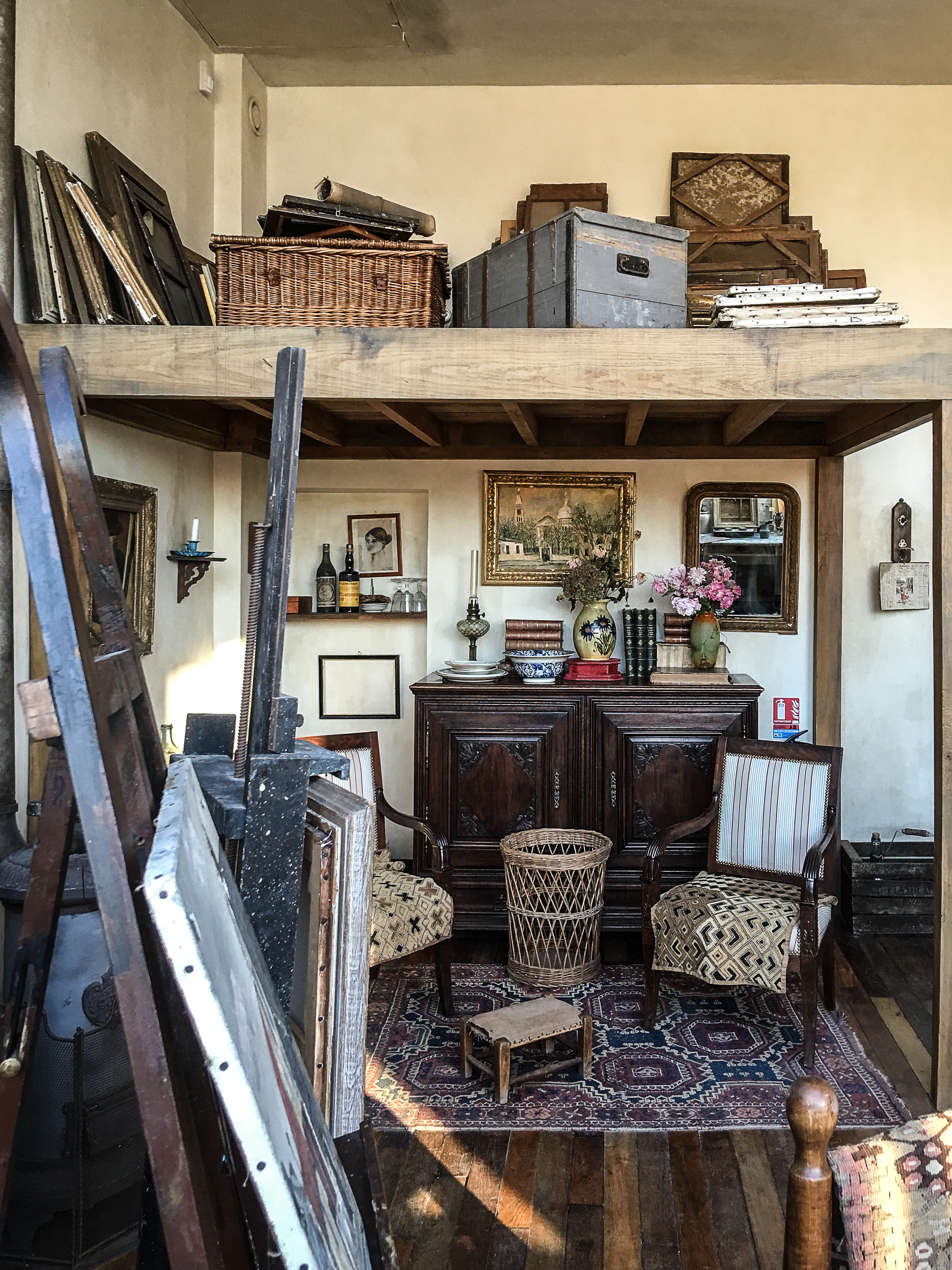
Vue de l'atelier, Paris, musée de Montmartre.
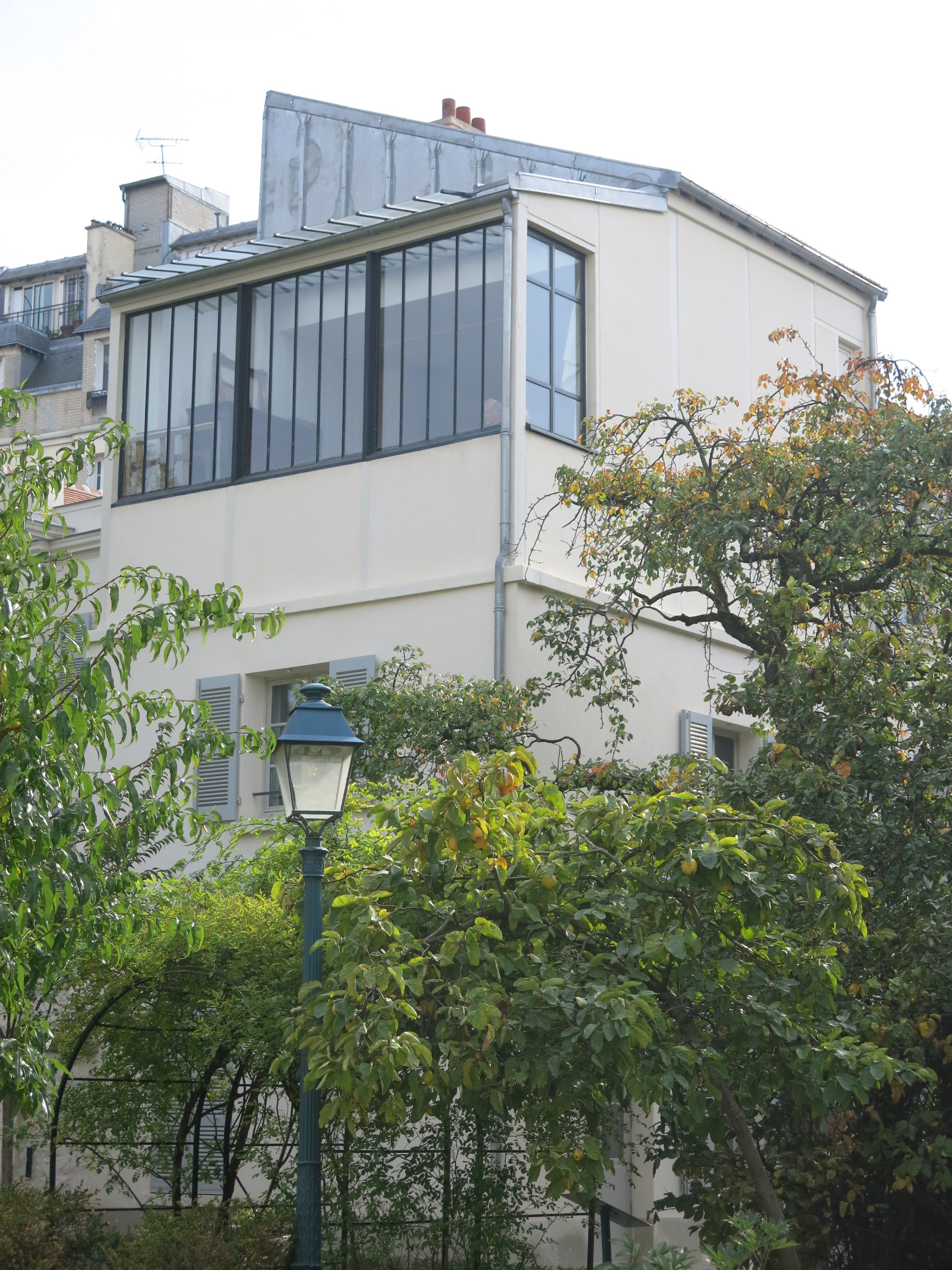
L'atelier vu depuis les jardins Renoir.
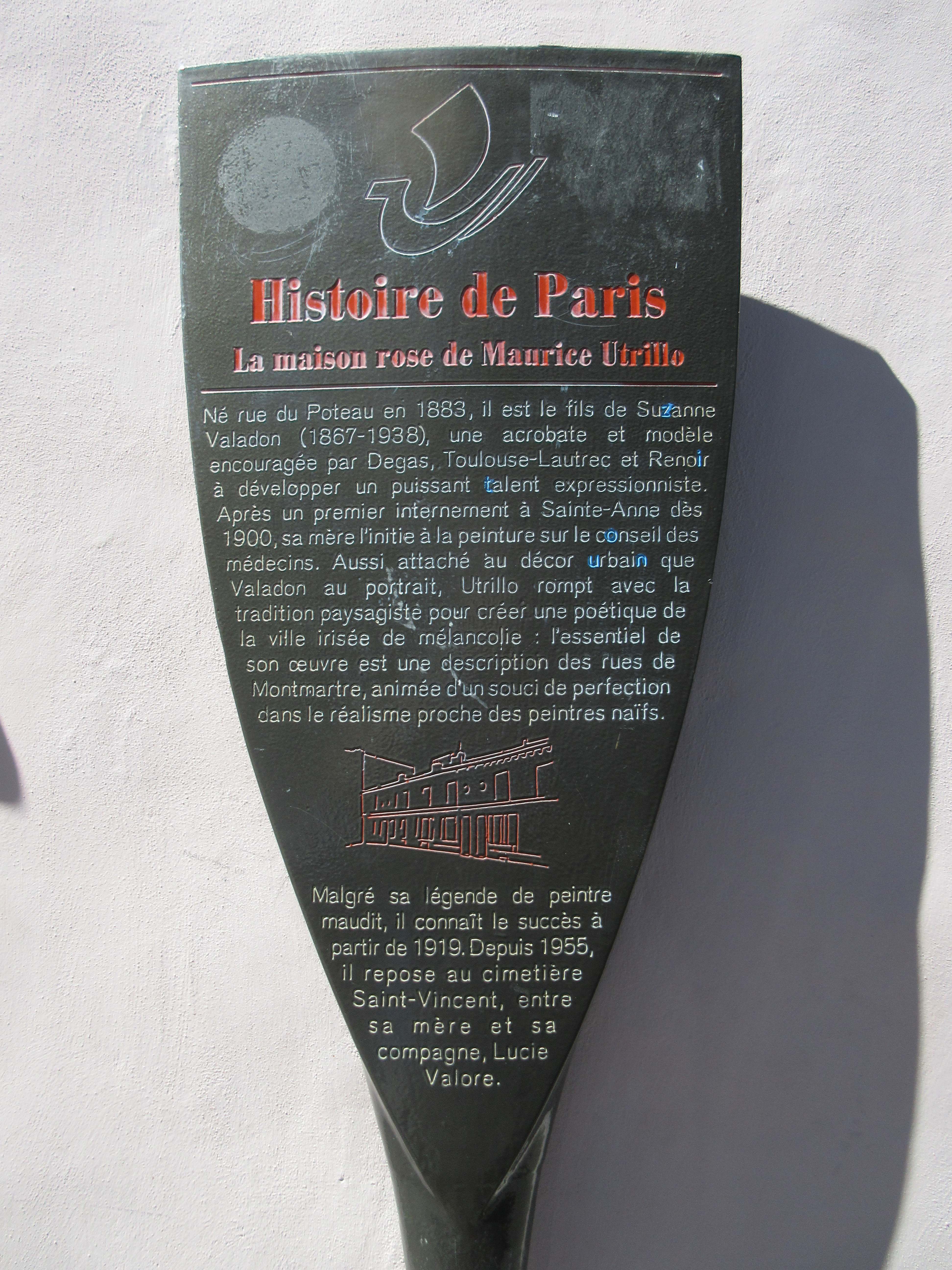
Panneau Histoire de Paris Maison Rose de Maurice Utrillo.

## Œuvre
Le catalogue raisonné de Maurice Utrillo recense 2 849 peintures. Peintre représentatif de l'École de Paris, il a beaucoup peint des paysages dans lesquels apparaissent des maisons ou des coins de villages, essentiellement des vues de Montmartre.
- la période Montmagny de 1904 à 1910 ;
- la période blanche de 1910 à 1914 : les formes et les teintes blanches sont prédominantes ;
- la période colorée de 1922 à 1955 : les tonalités vives et gaies prédominent.

## Lieux d'expositions
Le musée Utrillo-Valadon situé à Sannois (Val-d'Oise) et fermé depuis le 4 mai 2018 pour une durée indéterminée en raison du désordre structurel du bâtiment, conserve trois toiles d'Utrillo ainsi que cinq œuvres de sa mère, Suzanne Valadon, et deux d'André Utter, époux de cette dernière.
La Pinacothèque de Paris a organisé en 2009 une exposition consacrée à Maurice Utrillo et à Suzanne Valadon. Elle a également présenté plusieurs de leurs œuvres à l'occasion de l'exposition Modigliani, Soutine et l'Aventure de Montparnasse - La Collection Jonas Netter en 2012.
En 2010, son testamentaire Jean Fabris — qui a rompu avec le musée Utrillo-Valadon de Sannois — inaugure l'espace Utrillo, comprenant une quinzaine de tableaux, 15 000 photographies et de nombreux documents. En 2015, repartant sur de nouvelles bases avec la commune de Sannois, Fabris envoie deux œuvres du musée Utrillo-Valadon rejoindre 80 autres peintures au Japon dans le cadre d'une exposition destinée à faire connaître la mère d'Utrillo (Utrillo étant déjà connu et apprécié en terre nippone, au point que des cafés portent son nom).

### Œuvres dans les collections publiques
Algérie
- Alger, musée national des Beaux-Arts d'Alger : Rue de Ville-Évrard.
- Skikda, hôtel de ville.

États-Unis
- Boston, musée des Beaux-Arts :
  - Église du Sacré-Cœur, de la rue Saint-Rustique ;
  - Scène d'une rue de banlieue.
- Cincinnati, Cincinnati Art Museum : Le Mur Rouge ou Boulevard de la Chapelle.
- Cleveland, Cleveland Museum of Art : L'Auberge à Robinson.
- New York, Museum of Modern Art : Église de Blévy, huile sur toile, 64 × 49 cm[14].
- Norman, université de l'Oklahoma, Fred Jones Jr. Museum of Art (en) : Fleurs.
- Philadelphie, Arthur Ross Gallery at the University of Pennsylvania : Le Lapin Agile.
- San Francisco, musée d'Art moderne :
  - Moulin de la Galette ;
  - La Maison Rose à Montmartre.

France
- Cahors, musée Henri-Martin : La Maison de Mimi Pinson, 1923.
- Montpellier, musée Fabre.
- Paris :
  - musée d'Art moderne de Paris ;
  - musée de Montmartre ;
  - musée national d'Art moderne.
- Saint-Tropez, musée de l'Annonciade : Le Couvent de Piedicroce en Corse, 1914.
- Sannois, musée Utrillo-Valadon.

République tchèque
- Prague Musée juif :
  - Église Saint-Pierre de Montmartre, 1930 ;
  - Le Donjon rue de Veaux, 1932.

Royaume-Uni
- Londres, Institut Courtauld : Rue à Sannois.

Russie
- Saint-Pétersbourg, musée de l'Ermitage : Rue Custine à Montmartre.

Serbie
- Belgrade, musée national : La Cathédrale de Chartres vers 1937, huile sur toile, 81 × 60 cm[14].

Suisse
- Genève, Petit Palais :
  - Notre-Dame de Paris, 1917, huile sur carton ;
  - Vue de Montmartre le 14 juillet.
- Zurich, fondation et collection Emil G. Bührle :
  - La Butte Pinson, 1906 ;
  - Porte Saint-Martin à Paris, 1908.

Œuvres de Maurice Utrillo
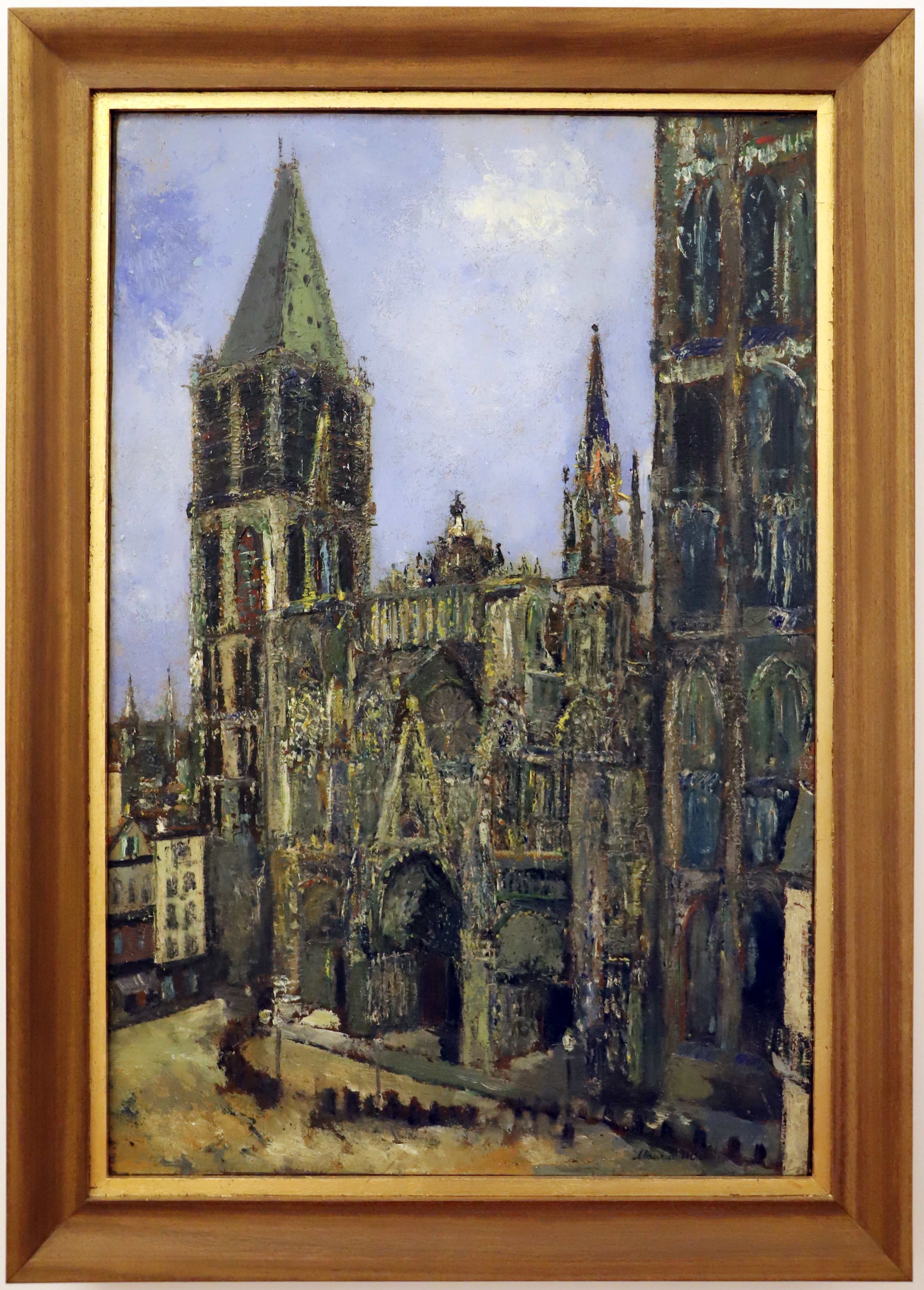
La Cathédrale de Rouen, 1908-1909, Vatican, Collection d'Art religieux moderne.
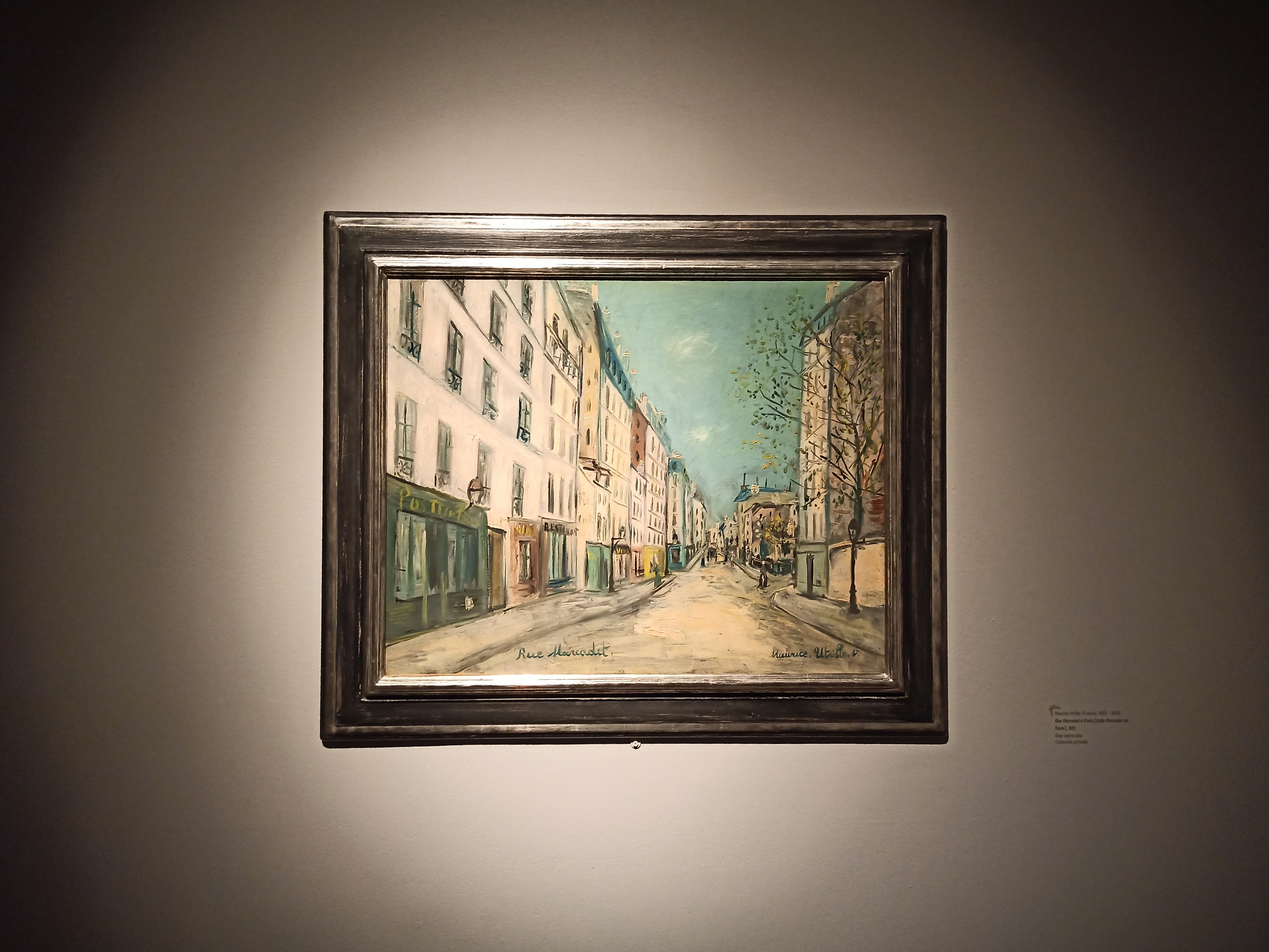
Rue Marcadet, 1911, collection particulière.
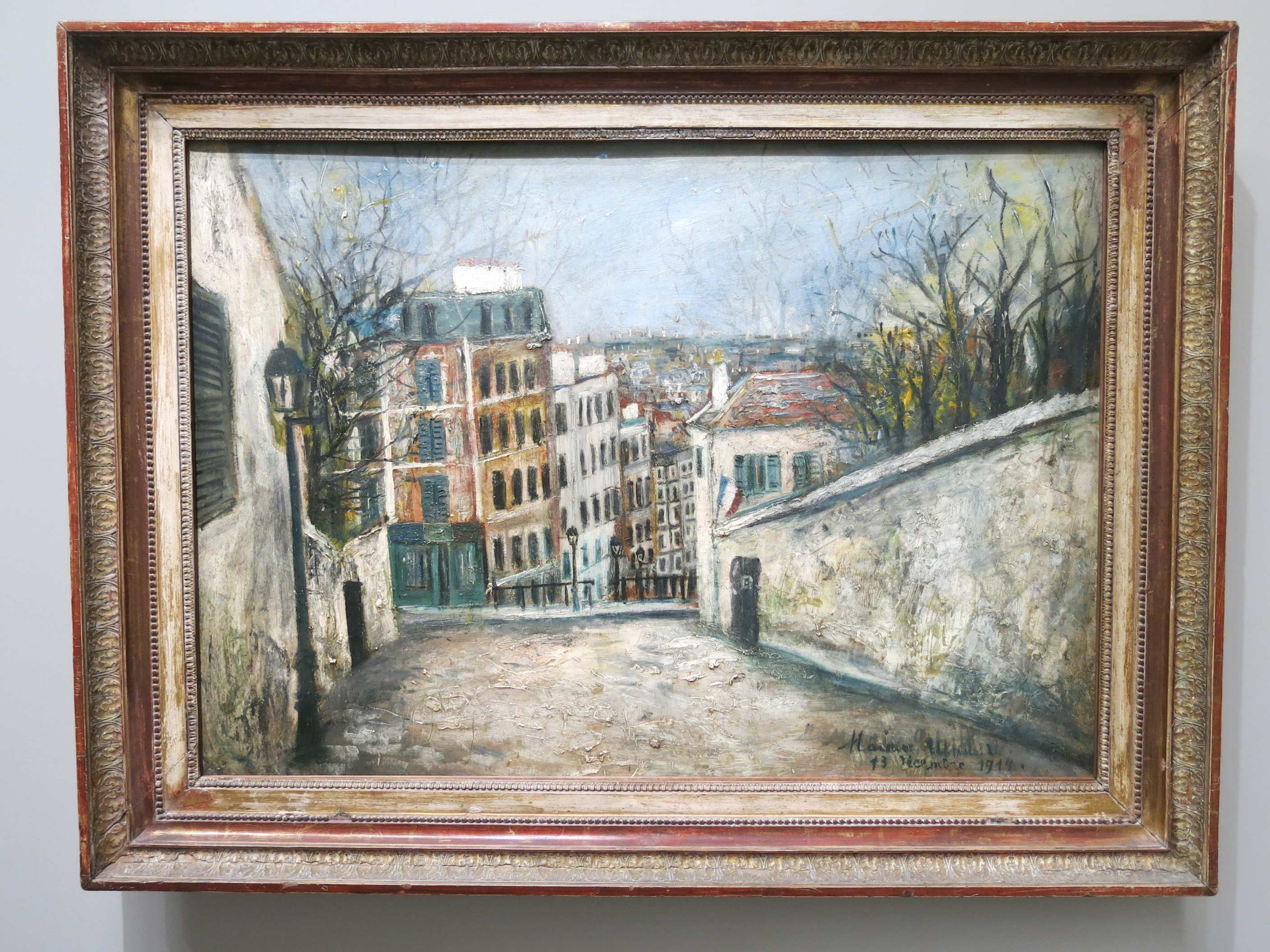
Rue du Mont-Cenis, 1914, Paris, musée Marmottan Monet.
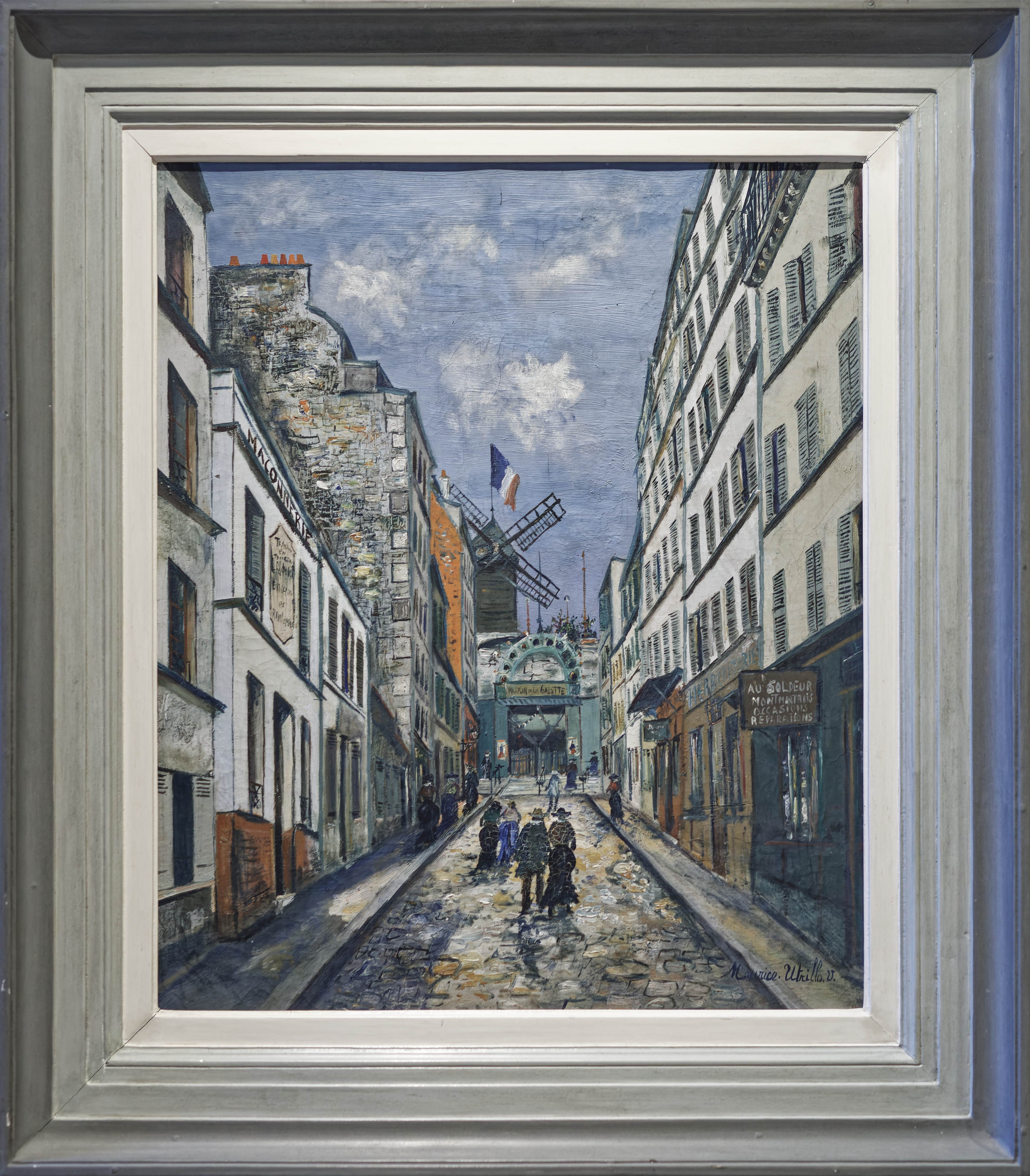
Rue Lepic, le Moulin de la galette, musée des Beaux-Arts de Nancy.
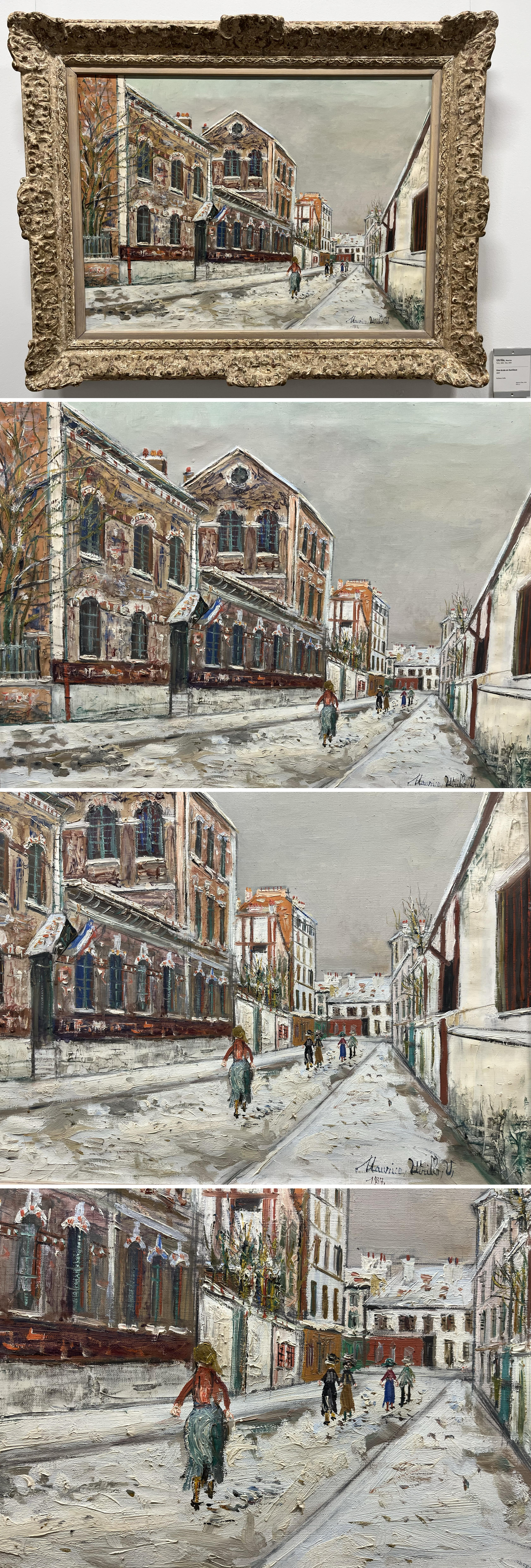
Une école en banlieue, 1937, musée Fabre de Montpellier.
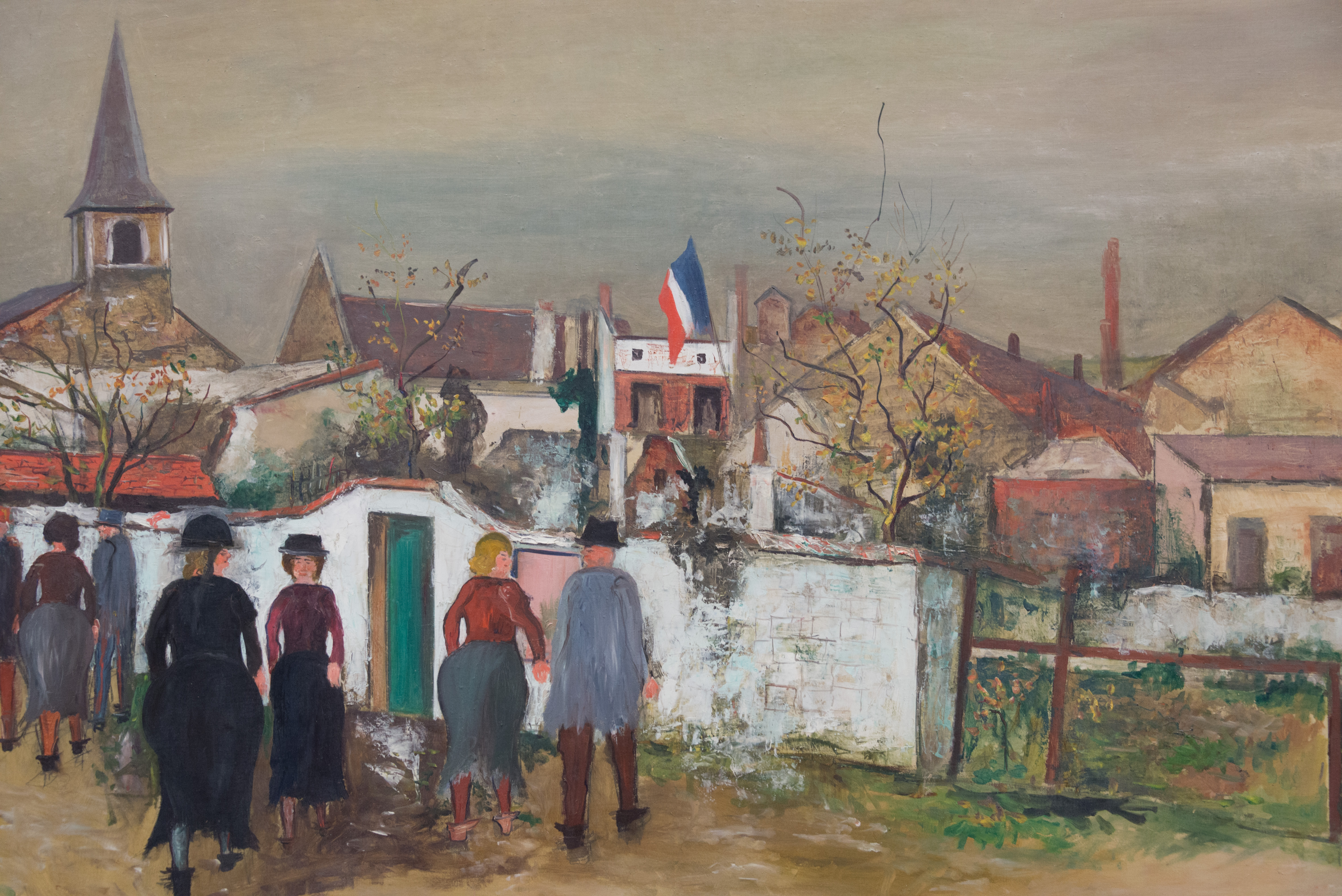
La Mairie au drapeau, Paris, musée de l'Orangerie.